# International Fórmula Master
A International Formula Master (também conhecida como Formula Super 2000) é uma categoria de fórmula disputada na Europa entre 2007 a 2009. A categoria foi concebida como uma competidora para a Fórmula 3, sendo disputada em conjunto com a World Touring Car Championship (WTCC) durante suas etapas europeias.

## História

### Origens
A categoria tem suas origens em 2005, com o nome de 3000 Pro Series. A categoria foi criada pela Peroni Promotion para disputar com a Euroseries 3000, utilizando antigos carros da Fórmula 3000 (inicialmente o Lola B99/50 e, mais tarde, o Lola B02/50). Em 2006, a categoria foi passada para MTC Organisation, sendo renomeada como F3000 International Masters, utilizando dos mesmos carros da 3000 Pro Series, sendo disputada em conjunto com a WTCC em suas etapas na Europa.

### Criação

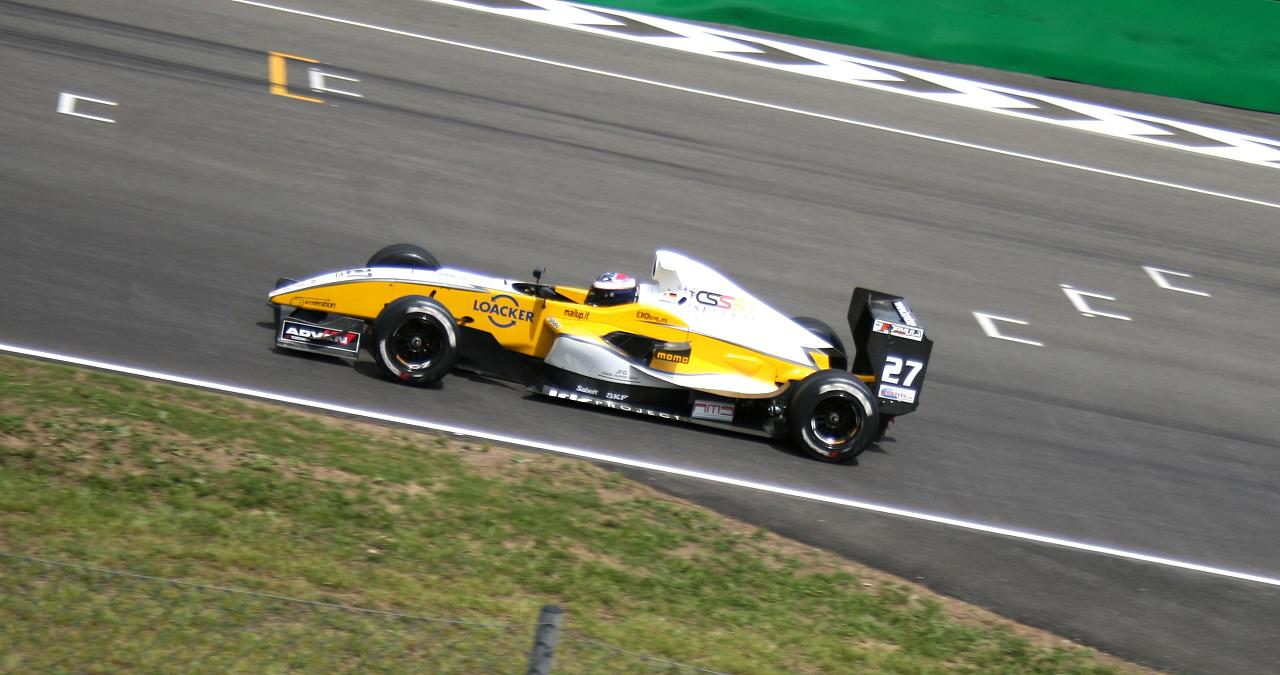
Michael Ammermüller na International Formula Master em 2008

A categoria foi remoldada em 2007, com a adição de um novo carro, mais similar aos carros da Fórmula 3, produzido pela italiana Tatuus em colaboração com a N.Technology (responsável pelo gerenciamento da equipe da Alfa Romeo na WTCC), sendo chamado de Tatuus N.T07. Nesse interim, a categoria teve seu nome novamente mudado para International Formula Master. A intenção da categoria, agora organizada pela N.Techonology, era ser uma opção mais barata para novos pilotos.
Estes carros eram propelidos com motores Honda K20A 2.0 4-cil, gerando 253 cv (186 kW), preparado pelo engenheiro suíço Heini Mader. Os carros eram calçados com pneus japoneses Yokohama.
Sua primeira temporada teve a participação de 31 pilotos, como Chris Van der Drift , Kaspar Andersen  e Vitali Petrov.

## Formato da Competição

### Calendário de eventos
Cada fim de semana de corrida começa na sexta-feira, com duas sessões de 45 minutos e uma prática de 30 minutos a sessão de qualificação que decide o grid de largada para a primeira corrida. Há duas corridas, uma de aproximadamente 75 quilômetros no sábado e outra de aproximadamente 100 km no domingo.
Com apenas uma sessão de qualificação, o grid para a segunda corrida é determinado pelos resultados da Corrida 1. As oito melhores posições são invertidas, dando a pole position para o oitavo colocado.

### Sistema de pontuação
Apenas os dois carros melhor colocados de cada equipe pontuam no campeonato. A pole position vale 01 ponto, enquanto que nenhum ponto é dado para a pole na corrida 2 que inverte o grid. A pontuação máxima possível para um piloto em um fim de semana de corrida é de 19 pontos.
| International Formula Master atual sistema de pontos para a corrida 1 | International Formula Master atual sistema de pontos para a corrida 1 | International Formula Master atual sistema de pontos para a corrida 1 | International Formula Master atual sistema de pontos para a corrida 1 | International Formula Master atual sistema de pontos para a corrida 1 | International Formula Master atual sistema de pontos para a corrida 1 | International Formula Master atual sistema de pontos para a corrida 1 | International Formula Master atual sistema de pontos para a corrida 1 | International Formula Master atual sistema de pontos para a corrida 1 |
| 1º                                                                    | 2º                                                                    | 3º                                                                    | 4º                                                                    | 5º                                                                    | 6º                                                                    | 7º                                                                    | 8º                                                                    | Volta rápida                                                          |
| --------------------------------------------------------------------- | --------------------------------------------------------------------- | --------------------------------------------------------------------- | --------------------------------------------------------------------- | --------------------------------------------------------------------- | --------------------------------------------------------------------- | --------------------------------------------------------------------- | --------------------------------------------------------------------- | --------------------------------------------------------------------- |
| 10                                                                    | 8                                                                     | 6                                                                     | 5                                                                     | 4                                                                     | 3                                                                     | 2                                                                     | 1                                                                     | 1                                                                     |

| 6 | 5 | 4 | 3 | 2 | 1 | 1 |

- O sistema de pontuação entre 2005-2008 foi dar os mesmos pontos dada para ambas as corridas: 10-8-6-5-4-3-2-1.

## Campeões
| Temporada | Nome da Serie                | Piloto Campeão                 | Equipe Campeã         |
| --------- | ---------------------------- | ------------------------------ | --------------------- |
| 2005      | 3000 Pro Series              | Norbert Siedler / Max Busnelli | Draco Junior Team     |
| 2006      | F3000 International Masters  | Jan Charouz                    | Charouz Racing System |
| 2007      | International Formula Master | Jérôme d'Ambrosio              | Cram Competition      |
| 2008      | International Formula Master | Chris van der Drift            | JD Motorsport         |
| 2009      | International Formula Master | Fabio Leimer                   | JD Motorsport         |